# Craugastor myllomyllon
Espèce
Synonymes
- Eleutherodactylus myllomyllon Savage, 2000

Statut de conservation UICN

 EX  : Éteint
Craugastor myllomyllon est une espèce d'amphibiens de la famille des Craugastoridae.

## Répartition
Cette espèce est endémique du département d'Alta Verapaz au Guatemala. Elle se rencontre à 875 m d'altitude sur le volcan Finca dans la Sierra de Xucaneb. En 2020, l'espèce est considérée comme éteinte.

## Publication originale
- Savage, 2000 : A new species of rainfrog of the Eleutherodactylus milesi species group (Anura: Leptodactylidae) from Guatemala. Revista de Biologia Tropical, vol. 48, no 4, p. 993-999 (texte intégral).